# Norbert Krieger
Norbert Krieger (* 16. Februar 1931 in Retzbach) ist ein deutscher Orgelbauer.

## Leben und Wirken
Krieger lernte von 1951 bis 1958 bei Gustav Weiß (* 21. Februar 1910 in Grafenried; † 4. Juli 1978 in Zellingen) in Zellingen den Orgelbau. Nach Tätigkeit von 1958 bis 1960 bei der Firma Walcker machte er sich 1961 mit einem eigenen Betrieb in Retzbach selbständig. Insgesamt erstellte er über 70 neue Orgeln, hauptsächlich in Unterfranken. Seine Orgeln haben meistens Schleifladen.
1992 übergab er seinen Betrieb an seinen Neffen Wolfram Kuhn.

## Werkliste (Auszug)
| Jahr | Ort                             | Gebäude                 | Bild | Manuale | Register | Bemerkungen                                                                                                |
| ---- | ------------------------------- | ----------------------- | ---- | ------- | -------- | --- |
| 1962 | Modlos (Gde. Oberleichtersbach) | St. Jakobus der Ältere  |      | II/P    | 13       | 2008 Umbau durch Horst Hoffmann.                                                                           |
| 1967 | Zell am Main                    | St. Laurentius          |      | II/P    | 26       | |
| 1970 | Retzbach                        | Maria im Grünen Tal     |      | II/P    | 28       | mit Material der Vorgängerorgel von Schlimbach; 2021 erweitert um ein digitales Auxiliar auf II/43 → Orgel |
| 1970 | Marktsteinach                   | Neu St. Bartholomäus    |      | II/P    | 21       | → Orgel |
| 1971 | Randersacker                    | St. Stephan             |      | II/P    | 15       | |
| 1972 | Kitzingen                       | St. Vinzenz             |      | II/P    | 21       | → Orgel |
| 1973 | Würzburg-Sanderau               | St. Andreas             |      | II/P    | 25       | |
| 1973 | Herlheim                        | St. Jakobus             |      | II/P    | 21       | |
| 1973 | Kleinrinderfeld                 | St. Martin              |      | II/P    | 21       | |
| 1980 | Lohr am Main                    | St. Michael             |      | II/P    | 11       | Chororgel                                                                                                  |
| 1984 | Burggrumbach                    | St. Martin              |      | II/P    | 16       | → Orgel |
| 1984 | Ebenhausen (Gde. Schäftlarn)    | St. Benedikt (ehemalig) |      | II/P    | 28       | 2009 auf II/29 erweitert Die Kirche wurde 2023 profaniert. Die Orgel steht zum Verkauf. → Orgel            |
| 1984 | Vagen                           | Mariä Himmelfahrt       |      | II/P    | 16       | |
| 1995 | Sünzhausen                      | St. Coloman             |      | I/P     | 10       | |
| 1996 | Töging am Inn                   | St. Johann Baptist      |      | II/P    | 23       | |
| 1997 | Ramsthal                        | St. Vitus               |      | II/P    | 25       | 2009 Umbau durch Horst Hoffmann                                                                            |
| 2001 | Waldram (Wolfratshausen)        | St. Josef der Arbeiter  |      | II/P    | 17       | → Orgel |